# 愛媛ゴルフ倶楽部
愛媛ゴルフ倶楽部（えひめゴルフくらぶ）は、愛媛県喜多郡内子町に広がるゴルフ場である。

## 概要
愛媛ゴルフ倶楽部は、かつて「親和観光産業株式会社」が運営していたゴルフ場で、1975年（昭和51年）10月3日、27ホールの規模で開場された。その後、2003年（平成15年）4月7日、親和観光産業株式会社は、松山地裁へ特別清算を申請、ゴルフ場の営業を継続し会員のプレー権を確保するため、2004年（平成16年）、親和観光産業株式会社より伊予鉄道株式会社他8社からなる「愛媛ゴルフ株式会社」に営業譲渡された。ゴルフ場は、周囲を山に囲まれた丘に位置し、各ホールはブラインドホールも無くフェアウエイも広いが、アンジュレーションがあるので慎重に攻めたい丘陵コースである。また、日本のプロゴルフメジャー大会の1つ、日本プロゴルフ協会主催競技でもあり、日本選手権大会に相当する、日本プロゴルフ選手権大会などの大会開催の実績がある。

## 所在地
〒791-3341 愛媛県喜多郡内子町論田950番地

## コース情報
- 開場日 - 1975年10月3日
- 設計者 - 鈴木 正一
- 面積 - 1,680,000m2（約50.8万坪）
- コースタイプ - 丘陵コース
- コース - 27ホールズ、パー108、10,590ヤード、コースレート キング・プリンスコース74.2、プリンス・クイーンコース74.2、クイーン・キングコース74.4
- グリーン - 2グリーン、ベント（ペンクロス）
- プレースタイル - 乗用カート、キャディ付き
- 練習場 - 23打席 250ヤード
- 休場日 - 無休[3][4]

## クラブ情報
- ハウス面積 - 2,482m2（750.8坪）
- ハウス設計 - 渡辺 一男
- ハウス施工 - 五洋建設株式会社[3][4]

## ギャラリー
- コース - 「愛媛ゴルフ倶楽部」、コース情報
- ハウス - 「愛媛ゴルフ倶楽部」、クラブハウス

## 交通アクセス
- 鉄道 - JR四国（予讃線・内子線） - 内子駅よりタクシー利用 約5分
- 道路 - 松山自動車道 - 内子五十崎ICより 3km[5]

## メジャー選手権
- 1988年（昭和63年） - 第56回 日本プロゴルフ選手権大会開催[6]

## 関連文献
- 『ゴルフ場ガイド 西版』2006-2007、「愛媛ゴルフ倶楽部（愛媛県）」、東京 ゴルフダイジェスト社、2006年5月、2020年9月23日閲覧
- 『第72回国民体育大会ゴルフ競技会 成年男子・女子・少年男子 2017愛顔つなぐえひめ国体[内子町 (愛媛県)] 愛顔つなぐえひめ国体』、内子町実行委員会平成29年10月4日-6日、「愛媛ゴルフ倶楽部」、2017年、2020年9月23日閲覧